# Dasha
Anna "Dasha" Novotny (San Luis Obispo, 27 februari 2000) is een Amerikaans singer-songwriter. Haar single Austin behaalde de achttiende plaats in de Billboard Hot 100 in 2024.

## Biografie

### Vroegere leven
Dasha werd geboren en groeide op in San Luis Obispo en is van Tsjechische afkomst. Op vijfjarige leeftijd speelde ze in musicaltheaterproducties. Ook deed ze aan ballet en danste hiphop. Dasha won een nationale poëziewedstrijd in school en leerde gitaar en pianospelen op achtjarige leeftijd. Haar vader PJ fungeerde als haar manager en boekte optredens voor haar in koffieshops en wijnhuizen op tienjarige leeftijd. Haar oudere broer Bardo was gitarist van de band Beauty School Dropout en hielp Dasha's muziek te produceren. Op dertienjarige leeftijd bracht ze haar eerste nummer uit met een krap budget.
Dasha ging naar de San Luis Obispo High School waar ze meedeed in lokale musicalproducties als Guys and Dolls, Footloose, Annie en Bye Bye Birdie en ook maakte ze onderdeel uit van het Improv Team. Na haar middelbareschooltijd ging ze naar de universiteit van Belmont totdat de coronapandemie uitbrak en ze stopte om zich te kunnen focussen op haar muziekcarrière.

### Carrière
In april 2020 bracht Dasha de single Don't Mean a Thing uit onder het label Famouz Records. Datzelfde jaar tekende ze een contract bij Quadia Records, een zijtak van Disruptor Records. De single Don't Mean a Thing en de volgende singles None of My Business, $hiny Things, en 21st Birthday maakten onderdeel uit van de ep $hiny Things uitgebracht door Quadio Records in 2021.. Later dat jaar en in 2022 bracht Dasha singles uit voor op haar debuutalbum Dirty Blonde.
Dasha bracht in november 2023 de single Austin uit, een nummer in het genre countrymuziek. Hiermee haalde ze haar eerste Billboard Hot 100 notering. Het nummer piekte op de negende plaats in deze lijst in juni 2024. In de Nederlandse Top 40 wist het nummer de tweede plaats te behalen. Ook werd het nummer benoemd tot Alarmschijf van Qmusic. Dasha tekende eveneens in november 2023 een platencontract bij Warner Records. Haar tweede studioalbum What happens now? bracht Dasha uit in februari 2024. In april 2024 zong Dasha het nummer Austin tijdens de 2024 CMT Awards in Austin, Texas. Dasha maakte in augustus 2024 eveneens haar opwachting in Allsång på Skansen in Zweden. Tijdens de Canadian Country Music Awards zong Dasha daarnaast het nummer Austin. Het album What Happens Now? bevatte eveneens de single Didn't I en Bye, bye bye.

## Discografie

### Albums
- Dirty Blonde (2023)
- What Happens Now? (2024)

### Ep's
- "$hiny Things" (2021)

### Singles
- "Austin" (2023)
- "Didn't I" (2024)
- "Bye, Bye, Bye" (2024)
- "Not At This Party" (2025)